# Château d'Estignols
Le château d'Estignols est une propriété foncière située sur la commune d'Aurice, dans le département français des Landes.  Il est inscrit au titre des monuments historiques par arrêté du 14 février 1978.

## Présentation
Le château est la demeure de la famille de Spens d'Estignols, dont les origines écossaises inspirent le style architectural du bâtiment. Tel qu'il se présente de nos jours, l'édifice date du XVIIe siècle. Il a été la demeure du baron et homme de lettres Willy de Spens.

### Historique
Les Spens d'Estignols sont les descendants des Spens de Lathallan, appartenant au clan écossais des MacDuff. Patrick Spens, officier dans la compagnie de la garde écossaise de Louis XI, suit le roi en Guyenne et se marie avec la fille du seigneur d'Estignols à Saint-Sever en 1466. Au XVIIe siècle, la famille se rallie au parti du prince de Condé. En 1616, baron Bertrand de Poyanne assiège, pille et rase complètement le château, sur ordre de Louis XIII. Il est reconstruit quelque temps plus tard.

### Architecture
Etabli sur des caves voûtées, le château s'élève selon un plan rectangulaire sur un étage. La décoration de l'ensemble est réalisée par des chaînages et pilastres en briques rouges qui quadrillent les façades selon les canons du style Louis XIII. Au nord-ouest sont établis de vastes communs donnant accès à une galerie à pans de bois. Subsistent la bergerie aux murs en pisé, ainsi qu'un poulailler-pigeonnier en pans de bois et toiture en écailles de poissons. Un observatoire à trois travées d'œil de bœuf, surmonté de décor de génoises, émerge de la toiture à la façon des demeures anglaises.

### Jardins
Pendant de nombreuses années, le parc, composé d'essences rares et variées, reste ouvert à la visite.